# Псмыч
ИЖ-78-9Т «Кольчуга» — газовый пистолет с возможностью стрельбы патронами с резиновыми пулями (с 2011г Оружие Огнестрельное Ограниченного Поражения), относится к нелетальному оружию самообороны.

## История
ИЖ-78-9Т был совместно разработан ЗАО ЦСЗ «Кольчуга» и ФГУП «Ижевский механический завод» на основе конструкции пистолета ПСМ. Пистолет ПСМ был разработан для вооружения высшего командного состава Советской армии, оперативных групп КГБ и МВД СССР.
Основным требованием являлись минимальные габариты и масса при отсутствии выступающих деталей. Работы по созданию оружия проводились в 1970—1972 гг. Пистолет ПСМ был принят на вооружение КГБ и МВД СССР в 1974 году после первых же государственных испытаний.
Первые образцы были изготовлены осенью 2004 года, в коммерческую продажу ИЖ-78-9Т начал поступать в 2005 году (после прохождения процедуры сертификации).

## Конструкция
В связи с изменением калибра оружия толщина стойки и стенок ствола существенно уменьшилась (но по-прежнему имеет достаточную прочность для стрельбы травматическим патроном с резиновой пулей). Также был изменён корпус магазина (толщина стенок стала меньше, изменился вырез в боковых стенках) и подаватель. Из-за применения 9-мм патрона ёмкость магазина уменьшилась до 6 патронов (хотя, при самостоятельном изготовлении подавателя ёмкость можно увеличить до 7 патронов).
В соответствии с криминалистическими требованиями МВД РФ, внутри канала ствола ИЖ-78-9Т имеется два (после 2008 г. три) выступа, которые не позволяют произвести выстрел твердым снарядом.
Небольшие размеры и масса пистолета делают его удобным для постоянного ношения.

## Варианты и модификации
- ИЖ-78-9Т (с сентября 2008 года выпускался под наименованием MP-78-9Т)
- MP-78-9ТМ

Существует три модификации стволов:
- V1: 2004—2007 две пирамидальные преграды в стволе на 6 и 12 часов. Первая преграда от патронника на 6 часов. Чоковое сужение как правило 5,5 мм. Самый кучный вариант, но и самый ненадежный. Не рекомендуется стрелять патронами с заявленой энергетикой более 60Дж. (На 2006-2007гг не рекомендуется стрелять патронами с заявленой энергетикой болке 35Дж, это связано с браком на производстве тех годов)
- V2: 2007(конец года)-2009(начало года). две преграды на 6 и 12 часов. Первая от патронника преграда пирамидальной формы расположена на 12 часов и расположена преимущественно в стойке ствола, что исключает деформацию ствола в районе данной преграды. Вторая преграда на 6 часов имеет вид усеченной пирамиды, перекрывает не более 1/5 канала ствола, за счет чего достигнута максимально возможная дульная энергия и прочность (надежность). Чок от 6 мм. Кучность посредственная.
- V3 2008-Н. В. ствол выполнен по аналогии с «давленным» в МР-79-9ТМ, имеет три преграды на 6 и 12 часов. Кучность и энергетика посредственные. Надежность средняя.

## Правовой статус
- Россия — сертифицирован в качестве (до 2011 г. — газового оружия с возможностью стрельбы резиновой пулей (ГСВ)) гражданского огнестрельного оружия ограниченного поражения (ОООП) и находится в коммерческой продаже. Для приобретения необходимо иметь лицензию на приобретение, хранение и ношение оружия самообороны в ОЛРР МВД РФ.
- Казахстан — после разрешения 1 января 2008 года приобретения травматического оружия в стране было продано некоторое количество травматических пистолетов ИЖ-78-9Т. 2 апреля 2014 года парламент Казахстана установил запрет на владение и использование травматического оружия гражданскими лицами[3]. 29 октября 2014 года было принято решение о выкупе ранее проданного травматического оружия у владельцев[4], однако травматическое оружие по-прежнему разрешено в качестве служебного оружия частных охранных структур[5]